# Interprétation en médecine
L'interprétation d'un examen médical est le processus par lequel un médecin analyse les résultats sous forme de chiffre, d'image, pour rendre un diagnostic.
Certains examens comme les bilans sanguins peuvent être interprétés par divers personnels médicaux.
Les examens d'imagerie nécessitent une interprétation par un médecin spécialiste. Cette démarche nécessite de connaître des modèles préétablis correspondant aux images d'un examen négatif et aux images caractéristiques d'une pathologie. Il est également nécessaire de connaître les artéfacts d'image liés aux modalités physiques de l'examen. Un examen de médecine nucléaire est interprété par un médecin spécialiste en médecine nucléaire. Un examen de radiologie est généralement interprété par un radiologue, mais il peut faire l'objet d'interprétation par des médecins d'autres spécialités (urgentiste, chirurgien).